# Álgyitelep
Álgyitelep, román nyelven Albi, falu Romániában, Erdélyben, Szeben megyében. Közigazgatásilag Szelindek községhez tartozik.

## Fekvése
Szelindektől keletre fekvő település.

## Története
Álgyitelep 1954-ben alakult. A 2002 évi népszámláláskor mindössze 2 lakosa volt.